# ポルハーゲン
ポルハーゲン (ドイツ語: Pollhagen) は、ドイツ連邦共和国ニーダーザクセン州シャウムブルク郡のザムトゲマインデ・ニーデルンヴェーレンを構成する町村（以下、本項では便宜上「町」と記述する）の一つである。

## 地理
この町はシュタットハーゲン近郊に位置し、シャウムブルクの森とミッテルラント運河に面している。

## 歴史
ポルハーゲンの町域は13世紀に開墾され、1410年に初めてその名が記録されている。この集落は、母体集落であるメーアベックの下層農民の集落として発展した。1898年までこの村はメーアベックの教区に属したが、その後ポルハーゲンに独自の教会が設けられた。

## 宗教
ポルハーゲンは、シャウムブルク＝リッペ地方教会に属すプロテスタント、ルター派の教会組織がある。

## 行政

### 議会
この町の町議会は11議席からなる。

### 首長
首長は、ジーモネ・シェーファー (WGP) である。

## 文化と見所

### 建築
- プロテスタント教会: 1897年から1898年にビュッケブルクの建築監督官イェーベンの設計に基づいて建設された。

## 引用
1. ↑  Landesamt für Statistik Niedersachsen, LSN-Online Regionaldatenbank, Tabelle A100001G: Fortschreibung des Bevölkerungsstandes, Stand 31. Dezember 2023